# Aa di Sarnen
L'Aa di Sarnen (Sarner Aa in tedesco) è un fiume della Svizzera lungo 28 km, che scorre nel Canton Obvaldo e per un breve tratto nel Canton Nidvaldo. Nasce dal Brienzer Rothorn, forma i laghi di Lungern, di Sarnen e di Alpnach, prima di sfociare nel lago dei Quattro Cantoni a Stansstad. Bagna Giswil, Sarnen e Alpnach.